# Bild-Lilli

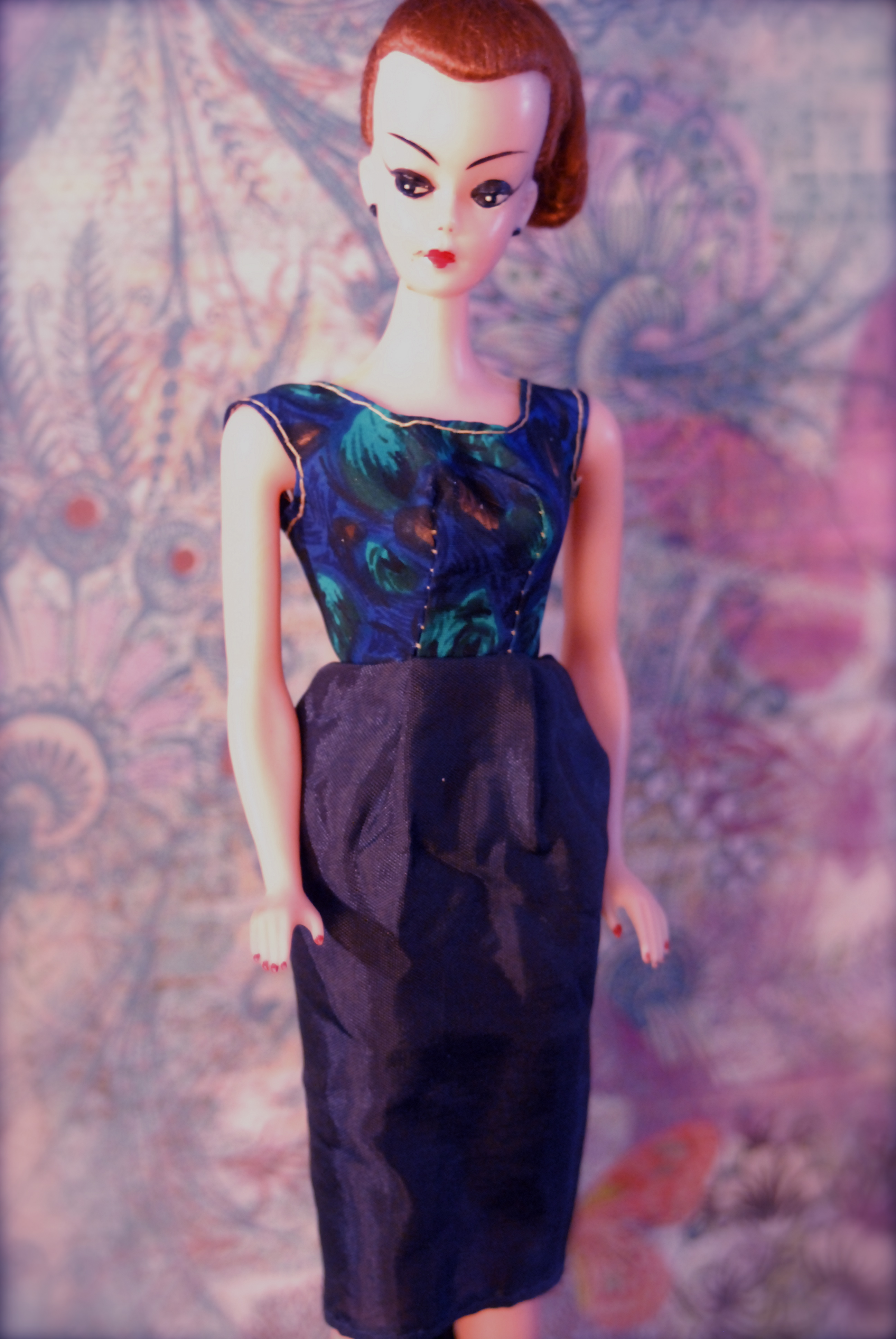
Bild-Lilli, Nachahmung

Lilli war ein Comic von Reinhard Beuthien, der von 1952 bis 1961 in der Boulevardzeitung Bild erschien. Er wurde so populär, dass die Bild-Redaktion 1953 beschloss, eine Puppe als Werbemittel nach dem Vorbild der Titelfigur produzieren zu lassen. Die Bild-Lilli wurde das Vorbild für Barbie, die berühmteste Puppe der Welt, und ist daher heute noch ein Begriff.

## Geschichte
Der Modelleur Max Weißbrodt der Spielzeugfabrik O. & M. Hausser in Neustadt bei Coburg fertigte nach Beuthiens Zeichnungen einen Prototyp der Puppe, die von 1955 bis 1964 produziert wurde. In dieser Zeit gab es auch Kleidung und Zubehör zu kaufen. Im gesamten Produktionszeitraum wurden rund 130.000 dieser Puppen produziert.
Ruth Handler, die Mitbegründerin der Firma Mattel, entdeckte die Puppe 1956 bei einem Europaurlaub in einem Schaufenster in Luzern in der Schweiz und schuf nach deren Vorbild Barbie, die am 9. März 1959 auf der US-amerikanischen Spielzeugmesse vorgestellt wurde. Mattel kaufte 1964 die Rechte an der Puppe. Daraufhin musste die Produktion in Deutschland eingestellt werden. Heute ist die Bild-Lilli – wie die frühen Barbies – ein Sammlerstück und erzielt, je nach Originalverpackung, Zubehör und Erhaltung, Preise von mehreren tausend Euro.

## Der Comic
Der Karikaturist Reinhard Beuthien erhielt den Auftrag, eine schwarz-weiße Zeichnung als Lückenfüller für die erste Ausgabe der BILD vom 24. Juni 1952 zu fertigen. Er zeichnete ein süßes Baby, aber dem Redakteur gefiel das Bild nicht. Also fügte er dem Gesicht Schmollmund, Wimpern, Pferdeschwanz und einen üppig geschwungenen Frauenkörper hinzu und nannte die Figur Lilli. Sie saß bei einer Wahrsagerin und fragte: „Können Sie mir nicht Namen und Adresse dieses reichen und gutaussehenden Mannes sagen?“ Die Zeichnung war sofort ein Erfolg und Beuthien fertigte von nun an täglich eine neue.
Lilli war eine typische Vertreterin der Nachkriegsgeneration zur Zeit des Wirtschaftswunders. Sie war schick und kess und sprach mit ihren Freundinnen offen über ihre diversen Liebhaber. Sie verdiente ihr eigenes Geld als Sekretärin, hatte aber keine Bedenken, sich von reichen Männern einladen zu lassen („Ich könnte ohne alte Glatzköpfe auskommen, aber meine Urlaubskasse nicht!“). Der Comic bestand immer aus einer Zeichnung von Lilli, die sich mit ihren Freundinnen und Freunden oder ihrem schwer geprüften Chef („Da Sie so ärgerlich waren, als ich heute morgen zu spät kam, gehe ich heute abend pünktlich um fünf Uhr!“) unterhielt. Oft wurde sie dabei in Situationen dargestellt, die eine spärliche Bekleidung plausibel machten, z. B. in ihrem Schlafzimmer vor dem Spiegel („Was für ein Jammer, dass dies im Winter unter dicker Skikleidung verschwindet!“) oder am Strand (zu einem Polizisten: „Zweiteilige Badeanzüge sind verboten? Na gut, welches Teil soll ich ausziehen?“). Sie war durchaus nicht unempfindlich gegenüber den Schönheiten der Natur („Der Sonnenaufgang hier ist so wunderschön, dass ich immer lange im Nachtclub bleibe, um ihn zu sehen!“), interessierte sich aber mehr für Mode und Filmstars. Der letzte Comic mit Lilli erschien am 5. Januar 1961.
Zwei Versuche der BILD, eine moderne Version von Lilli einzuführen, scheiterten nach kurzer Zeit – einmal 1989 (gezeichnet von John M. Burns) und zuletzt 2007 als „Lilly“ (gezeichnet vom Studio Ully Arndt).

## Die Puppe
Die Bild-Lilli gab es in den Größen 30 cm und 19 cm. Für sie wurden drei Patente erteilt, da Kopf, Haar und Beine auf völlig neue Weise gestaltet worden waren:
- An den Kopf wurde der Halsansatz nicht anmodelliert, sondern der Schnitt zwischen Kopf und Körper verlief schräg von unten nach oben vom Kinn zum Nacken. Dadurch konnte sie den Kopf kokett schief legen, wenn man ihn zur Seite drehte.
- Das Haar war weder eine Perücke noch wurde es einzeln eingezogen. Es wurde um den Rand einer Plastikhalbkugel drapiert, die am Kopf festgeschraubt war. Das Haar wurde dann in einem Pferdeschwanz zusammengefasst, eine einzelne Locke fiel über die Stirn.
- Wenn man sie hinsetzte, spreizte sie die Beine nicht (dieses wäre bei einer Puppe, die eine erwachsene Frau darstellt, als ordinär empfunden worden), sondern hielt sie damenhaft parallel. Dies wurde dadurch erreicht, dass ihre Hüftgelenke nicht schräg, sondern gerade am Körper ansetzten.

Die Puppe bestand aus Hartplastik und hatte anmodellierte Wimpern, Ohrstecker und Pumps (alle schwarz bemalt). Ihr Gesicht war aufgemalt und hatte einen leuchtend roten Mund, schwarze Augen und hochgeschwungene Brauen. Auch ihre Fingernägel waren rot. Die Glieder wurden durch Gummibänder am Körper gehalten. Lilli war immer blond gezeichnet worden, aber es gab auch rothaarige und brünette Puppen – wahrscheinlich bedingt durch Lieferschwierigkeiten bei den Puppenhaaren. Jede Puppe hatte eine maßstabgetreue BILD dabei und wurde in einer durchsichtigen Plastikröhre mit der Aufschrift Bild-Lilli verkauft.
Im ersten Verkaufsjahr 1955 kosteten die großen Puppen rund 12,00 DM; die kleinen etwa 7,50 DM. Zu dieser Zeit verdienten Büroangestellte durchschnittlich 200 bis 300 DM monatlich; daraus lässt sich ersehen, dass die Puppe kein billiges Spielzeug war. Die Reklame pries sie als originelles Geschenk für Erwachsene an. In einer Anzeige aus den 60er Jahren wurde jungen Männern vorgeschlagen, ihrer Freundin statt Blumen eine Bild-Lilli zu schenken (Lilli kommentierte dies in einem Comic gegenüber ihrem Freund: „Ich fand es so sinnig, dass du mir neulich eine Lilli-Puppe geschenkt hast, jetzt habe ich auch ein passendes Geschenk für dich!“ – damit überreichte sie ihm einen Hampelmann).
Die Bild-Lilli wurde in mehreren europäischen Ländern und auch in Übersee verkauft (in diesem Fall lautete der Aufdruck auf der Verpackung einfach Lilli, da die BILD in diesen Ländern kein Begriff war). Viele Eltern sahen die Puppe als für Kinder nicht passend an – dennoch wurde sie als dreidimensionale Ankleidepuppe populär. Dies verdankte sie dem Umstand, dass es für sie zahlreiche Kleidungsstücke zu kaufen gab.

## Die Garderobe
Die Bild-Lilli wurde bekleidet verkauft, außerdem gab es zahlreiche Kleidungsstücke für sie. Diese spiegeln den Zeitgeist der 50er Jahre wider – Lilli hatte für alle Gelegenheiten etwas Passendes anzuziehen. Sie besaß Cocktailkleider, Strandanzüge und ein Tennisröckchen neben zahlreichen Stücken für den Alltag wie Baumwollkleider, Pyjamas und Popelinekostüme. In den letzten Jahren bestand ihre Garderobe vorwiegend aus Trachtenröcken und Dirndln. Lillis Kleider können von denen anderer Modepuppen aus der Zeit an den fälschungssicheren, mit einer Spezialhandzange oder -presse angebrachten, Druckknöpfen unterschieden werden, die von dem deutschen Kurzwarenhersteller Prym stammen.

## Kopien
Wie alle erfolgreichen Produkte wurde die Bild-Lilli bald kopiert. Mehrere Spielzeugproduzenten (meistens in Hongkong) stellten Modepuppen von gleicher Größe her, die ihr sehr ähnlich sahen, wegen ihres billigen Plastiks aber leicht von ihr zu unterscheiden sind.
Aber Lilli inspirierte auch die Produktion einer weiteren qualitätvollen Modepuppe: Barbie, produziert von Mattel. Ruth Handler, die Mitbegründerin der Firma, kaufte einige Bild-Lillis, als sie 1956 mit ihrer Familie eine Europareise unternahm. Zurück in Kalifornien gab sie diese ihren Designern und ließ danach eine neue Modepuppe schaffen, die unter dem Namen Barbie am 9. März 1959 auf der Spielzeugmesse in New York vorgestellt wurde. Barbie hatte eingezogene Haare und ihre Schuhe und Ohrringe waren nicht anmodelliert – davon abgesehen war sie äußerlich der Bild-Lilli wie aus dem Gesicht geschnitten.

## Trivia
- 1962 kreierte Beuthien einen neuen Comic mit dem Titel Schwabinchen für die Münchner Abendzeitung. Auch Schwabinchen war eine moderne junge Frau, die kesse Sprüche vom Stapel ließ, aber sie war nie so erfolgreich wie Lilli und die Puppe gleichen Namens war von deutlich niedrigerer Qualität. Außerdem entsprach sie mit einer für Modepuppen eher untypischen Größe von ca. 26 cm sowie durch ihre muskulös wirkenden Körperproportionen nicht unbedingt dem Schönheitsideal der Hauptkäuferzielgruppe, nämlich junger Mädchen jener Zeit. Später zeichnete Beuthien noch nach dem gleichen Muster Gigi, die noch weniger Erfolg hatte und nie als Puppe gestaltet wurde.
- Lilli wurde in Deutschland so populär, dass 1958 ein Film über sie gedreht wurde: Lilli – ein Mädchen aus der Großstadt. Die Hauptrolle wurde in einem Zeitungswettbewerb besetzt. Aus ganz Deutschland sandten junge Frauen ihre Fotos an BILD und hofften auf eine Karriere als Filmstar. Die Gewinnerin war die dänische Schauspielerin Ann Smyrner.

Lilli lieh ihren Namen einigen Luxusprodukten wie Parfum, Sekt und Modeschmuck.